# Balabolka
Balabolka (del ruso: балабо́лка ‘parlanchina’) es un programa de fuente cerrado y gratuito para hablar textos mediante sintetizadores de texto a voz. El programa fue desarrollado por el programador ruso Ilya Morozov. Entorno operativo: sistemas operativos de la familia Microsoft Windows.

## Historia
A principios de la década de 2000, Ilya Morozov participó en el desarrollo de programas informáticos educativos para escolares alemanes con dislexia. A petición de Regine Müller, profesora de alemán de Fráncfort del Meno , se ha añadido una función de texto a voz a los programas de formación. "Balabolka" nació en 2006 como utilidad de prueba para probar el trabajo de los motores de voz alemanes instalados en el ordenador de un usuario  . Regina Müller fue la primera prueba beta del programa y tradujo su interfaz al alemán .

## Logros
En 2010, Balabolka fue nominada al premio Soft of the Year dentro del proyecto Soft @ Mail. Ru y obtuvo el tercer lugar de la categoría "Hogar y familia".
En 2010 y 2011, la revista "Our Life", publicada por la Sociedad rusa de ciegos, publicó artículos sobre el uso del programa Balabolka junto con otros programas y escribiendo reproductores flash para la rehabilitación de usuarios con discapacidad visual. En 2018, los empleados de la Biblioteca Regional para Ciegos de Lipetsk hablaron de una experiencia similar al uso de Balabolka para crear libros "hablantes".
El 3 de diciembre de 2019, TechRadar incluyó Balabolka entre los 5 mejores programas de síntesis de voz del 2019.
En su sitio web, la Universidad Heriot-Watt recomienda a los estudiantes con discapacidad visual que utilicen el programa Balabolka en el proceso educativo junto con los motores de habla escoceses. Recomendaciones similares están disponibles en las páginas de la Universidad, la Universidad del Sur de California, la Universidad Politécnica de Virginia y muchas otras instituciones educativas de todo el mundo.

## Características del programa
El programa le permite leer archivos de texto en voz alta mediante la síntesis de voz. Para ello, el programa utiliza motores de voz que utilizan las funciones de la API de Microsoft Speech y la Plataforma de habla de Microsoft.
Balabolka extrae texto de archivos en archivos AZW, CHM, DjVu, DOC, DOCX, EML, EPUB, FB2 y FB3, HTML, LIT, MD, MOBI, ODP, ODS, ODT, PDB, PDF, PPT, PPTX, PRC, RTF, TCR, WPD, XLS, XLSX . Hay una revisión ortográfica disponible. Se pueden aplicar reglas predefinidas al texto para corregir la pronunciación de palabras o frases individuales. El texto se puede leer en voz alta o guardarlo como archivo de sonido.
Con "Balabolka" puede convertir subtítulos en archivos de audio, así como crear un archivo de subtítulos nuevo en convertir texto a archivo de audio. Este archivo de subtítulos le permitirá ver el texto de manera sincronizada con el discurso cuando se reproduce un archivo de audio (similar a la visualización del texto de una canción en karaoke ).
El programa Balabolka está disponible para descargarlo como kit de distribución con un instalador y como Ejecutable Portable . También hay utilidades de consola BLB2TXT (para extraer texto de archivos de diversos formatos) y BALCON (para leer un archivo de texto en voz alta): estos programas se controlan mediante la interfaz de línea de comandos .